# Michèle Raynaud
Michèle Raynaud (* 1938) ist eine französische Mathematikerin, die sich mit Algebraischer Geometrie befasst und in den 1960er Jahren Mitglied der Schule von Alexander Grothendieck in Paris (schon 1960) und am IHES war. Sie trug zum Séminaire de géométrie algébrique du Bois Marie (SGA) 1 und 2 bei und wurde 1972 bei Grothendieck an der Universität Paris VII (Denis Diderot) promoviert (Théorèmes de Lefschetz en cohomologie cohérente et en cohomologie étale). Grothendieck lobt ihre Dissertation in Récoltes et Semailles (S. 168, Kapitel 8.1.) als originäre, vollkommen eigenständige und bedeutende Arbeit.
Michèle Raynaud war mit dem Mathematiker der Grothendieck-Schule Michel Raynaud verheiratet (was häufig zu Verwechslungen Anlass gibt).

## Schriften
- Théorèmes de Lefschetz en cohomologie cohérente et en cohomologie étale, Bull. Soc. Math. France, Memoirs Nr. 41, 1975
- Théorèmes de Lefschetz en cohomologie étale des faisceaux en groupes non nécessairement commutatifs. (French) C. R. Acad. Sci. Paris Sér. A-B 270 1970
- mit Grothendieck: Revêtements étales et groupe fondamental (SGA 1), Lecture Notes in Mathematics 224, 1971, Arxiv
- mit Grothendieck: Cohomologie locale des faisceaux cohérents et théorèmes de Lefschetz locaux et globaux, North Holland 1968, Arxiv